# Simmachia
La simmachia (dal greco συμμαχία, derivato da σύμμαχος: "simmaco") era un'alleanza di tipo militare dell'epoca dell'antica Grecia, con scopi difensivi e offensivi.

## Natura
All'interno del patto di alleanza, tutti i componenti (simmachi) avevano gli stessi diritti. La simmachia aveva, al contempo, sia difensiva sia offensiva ed essa durava, di solito, soltanto per il periodo necessario: venute meno le circostanze che l'avevano determinata, ogni polis recuperava la propria piena libertà d'azione.
Si distingueva nettamente dalla epimachia, che, invece, vincolava i contraenti su un fronte solo difensivo.

## Esempi storici
Un famoso caso di ricorso a tale istituto lo si ebbe tra i Sicelioti del IV secolo a.C. Timoleonte di Corinto, in lotta contro i siracusani, riuscì, con 1200 soldati, a sconfiggere un esercito di 5000 soldati nella battaglia di Adranon (344 a.C.). Le città della zona aderirono allora ad un patto federativo su basi egualitarie tra tutte le poleis che volevano liberarsi della tirannia, con emissione anche di moneta a nome della simmachia. Il patto era liberamente interrompibile da parte di ogni polis. 
Anche le città di Aitna e di Catania entrarono nella simmachia. Dionisio II di Siracusa si arrese.
Quando la simmachia si formava attorno a una potenza egemone (come Atene, Sparta, Tebe), si formavano vere e proprie leghe, di cui sono esempi la Lega delio-attica e la Lega del Peloponneso.